# Горлиця сомалійська
Горлиця сомалійська (Turtur chalcospilos) — вид голубоподібних птахів родини голубових (Columbidae). Мешкає в Африці на південь від Сахари.

## Опис
Довжина птаха становить 20 см. Виду не притаманний статевий диморфізм. Верхня частина тіла сірувато-коричнева, на крилах металево-блискучі зелені плями, на надхвісті і хвості чорні смуги. Верхня частина голови блакитнувато-сіра, горло рожевувато-сіре. Нижня частина тіла жовтувата, живіт білуватий. Від дзьоба до очей ідуть темні смуги. Дзьоб червонуватий з чорним кінчиком, очі темно-карі, лапи червоні.

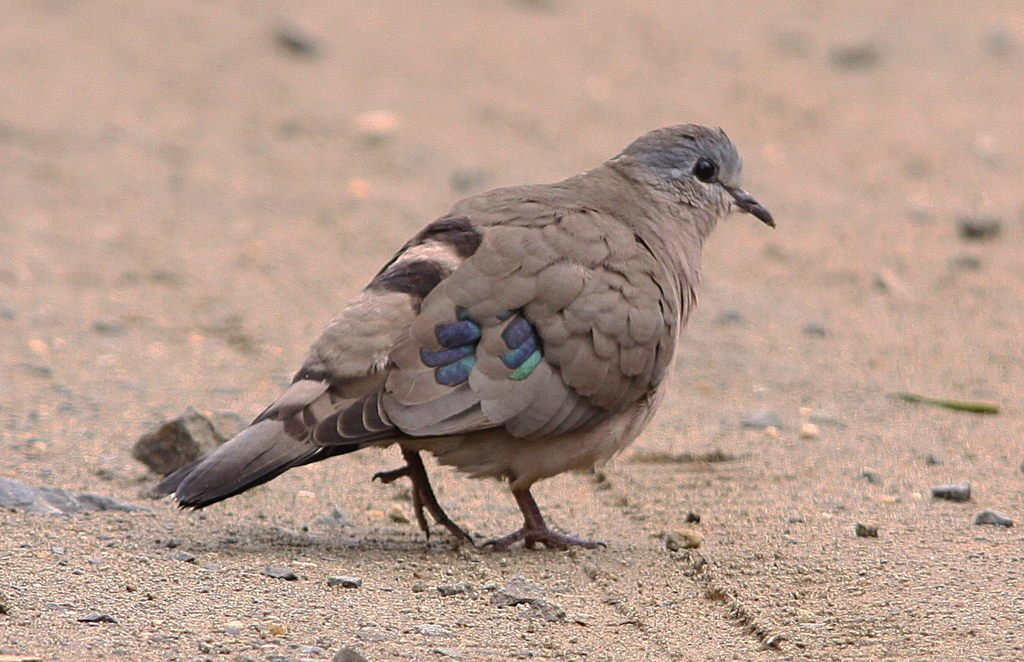
Сомалійська горлиця

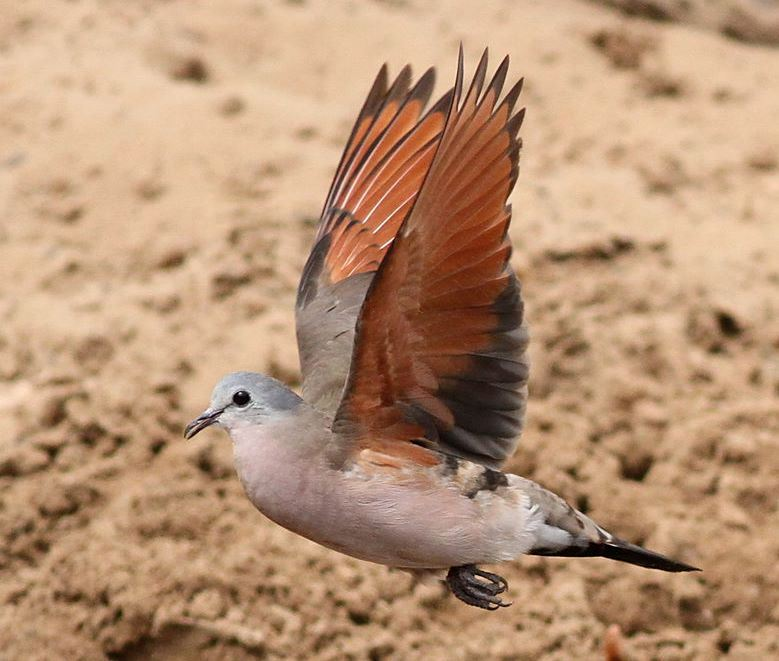
Сомалійська горлиця в польоті

## Поширення і екологія
Сомалійські горлиці мешкають в Східній, Центральній і Південній Африці. Вони живуть в різноманітних природних середовища, які включають в сабе тропічні ліси, савани, чагарникові зарості, поля, пасовища, парки і сади. Зустрічаються на висоті до 2000 м над рівнем моря.

## Поведінка
Сомалійські горлиці живляться переважно насінням. Вони шукають їжу на землі. Гніздяться на деревах або в чагарникових заростях, на висоті від 1,5 до 4 м над земле. В кладці 2 яйця кремового кольору. Інкубаційний період триває 13-17 днів.